# Ticiana Villas Boas
Ticiana Tanajura Villas Boas Batista, mais conhecida como Ticiana Villas Boas (Salvador, 22 de novembro de 1980) é uma jornalista e apresentadora de televisão brasileira.

## Biografia
Ticiana começou sua carreira em 2005 como repórter baiana do Jornal da Band, na Rede Bandeirantes. Em 2006 foi transferida para São Paulo e, em 2007, assumiu a apresentação da revista eletrônica Atualíssima ao lado de Leão Lobo. Em 2008 retornou ao Jornal da Band como âncora ao lado de Ricardo Boechat. Participou e ancorou coberturas importantes como a vinda do Papa ao Brasil, olimpíadas, Copa do Mundo, além das tragédias das enchentes em Santa Catarina e dos deslizamentos e mortes em Teresópolis no Rio de Janeiro.
Em 2010, ganhou o "Troféu Mulher Imprensa" de melhor âncora de telejornal em 2009, promovido pela Revista Imprensa. Em 28 de abril de 2015, assinou contrato com o SBT para apresentar o reality show Bake Off Brasil. Na mesma emissora, apresentou outro reality show, a partir de fevereiro de 2016, o BBQ Brasil: Churrasco na Brasa. Em outubro do mesmo ano, também comandou o reality Duelo de Mães. Em 2017 deixou o SBT quando seu marido, Joesley Batista, se tornou alvo de investigação da Polícia Federal, envolvido com negócios ilícitos entre o Governo e a JBS.
Em julho de 2020 foi convocada para comandar o Bake Off Brasil: Mão na Massa durante três semanas nas quais Nadja Haddad testou positivo para o Covid-19. Em 2021, após ser descartada para o programa Vem Pra Cá, assinou com a Band e retornou com o Duelo de Mães. Em 11 de fevereiro de 2022, Ticiana anunciou sua saída da Band pela segunda vez, além de estar deixando a TV de forma definitiva para se dedicar a novos projetos.

## Controvérsias
Ticiana é casada com o empresário Joesley Batista, presidente da J&F, holding da JBS, uma das maiores indústrias de alimentos do mundo. Em maio de 2014, uma controvérsia surgiu depois da retirada do site da revista Veja, sem maiores explicações, de um vídeo onde a jornalista dava uma entrevista sobre sua vida de mulher casada e rica sem limites de gastos pessoais e sem conhecimento de preços de coisas comuns do dia a dia como gasolina de automóvel. Segundo outro site, o Imprensa, o material foi retirado do portal da revista após pressões do empresário, com a Veja cedendo à exigência por medo de perder seus anunciantes. Entre outros, Batista também é o proprietário de marcas como Seara e Neutrox.

## Filmografia
| Ano             | Título          | Cargo         |
| --------------- | --------------- | ------------- |
| 2005–07         | Jornal da Band  | Repórter      |
| 2007            | Atualíssima     | Apresentadora |
| 2008–15         | Jornal da Band  | Apresentadora |
| 2015–16         | Bake Off Brasil | Apresentadora |
| 2016            | BBQ Brasil      | Apresentadora |
| 2016–17 2021–22 | Duelo de Mães   | Apresentadora |